# Leptocerus burmanus
Leptocerus burmanus är en nattsländeart som beskrevs av Douglas E. Kimmins 1963. Leptocerus burmanus ingår i släktet Leptocerus och familjen långhornssländor. Inga underarter finns listade i Catalogue of Life.